# Associazione Sportiva Casale 1941-1942
Questa voce raccoglie le informazioni riguardanti l'Associazione Sportiva Casale nelle competizioni ufficiali della stagione 1941-1942.

## Rosa
| N. |                   | Ruolo | Calciatore        |
| -- | ----------------- | ----- | ----------------- |
|    | Italia (bandiera) | C     | Luigi Barbano     |
|    | Italia (bandiera) | C     | B. Bazzano        |
|    | Italia (bandiera) | D     | Paolo Degrandi    |
|    | Italia (bandiera) | C     | Francesco Ferrero |
|    | Italia (bandiera) | D     | Lorenzo Gazzari   |
|    | Italia (bandiera) | D     | Ugo Gazzari       |
|    | Italia (bandiera) | P     | Augusto Ghione    |
|    | Italia (bandiera) | C     | Francesco Grosso  |
|    | Italia (bandiera) | D     | O. Imarisio       |
|    | Italia (bandiera) | A     | Mario Lauro       |
|    | Italia (bandiera) | C     | Attilio Leporati  |
|    | Italia (bandiera) | A     | Livio Maccarino   |
|    | Italia (bandiera) | C     | L. Miglietta      |

| N. |                   | Ruolo | Calciatore         |
| -- | ----------------- | ----- | ------------------ |
|    | Italia (bandiera) | P     | V. Mornese         |
|    | Italia (bandiera) | C     | Angelo Morzone     |
|    | Italia (bandiera) | C     | Franco Morzone     |
|    | Italia (bandiera) | C     | A. Nigelli         |
|    | Italia (bandiera) | D     | Augusto Olliaro    |
|    | Italia (bandiera) | C     | Umberto Paludetto  |
|    | Italia (bandiera) | A     | Giovanni Parissone |
|    | Italia (bandiera) | C     | P. Pavese          |
|    | Italia (bandiera) | P     | G. Prediani        |
|    | Italia (bandiera) | C     | Carlo Rossi        |
|    | Italia (bandiera) | A     | Angelo Schiavetta  |
|    | Italia (bandiera) | P     | P. Stringa         |

## Risultati

### Serie C

#### Girone D

##### Girone di andata
| Casale Monferrato 26 ottobre 1941 1ª giornata | Casale | 1 – 1 referto | Rapallo | Stadio Natale Palli |

| Ivrea 2 novembre 1941 2ª giornata | Ivrea | 2 – 0 referto | Casale |  |

| Casale Monferrato 9 novembre 1941 3ª giornata | Casale | 0 – 0 referto | Sanremese | Stadio Natale Palli |

| Cinzano 16 novembre 1941 4ª giornata | Cinzano | 4 – 0 referto | Casale |  |

| Casale Monferrato 23 novembre 1941 5ª giornata | Casale | 1 – 1 referto | Cuneo | Stadio Natale Palli |

| Sestri Levante 30 novembre 1941 6ª giornata | Manlio Cavagnaro | 3 – 2 referto | Casale |  |

| Casale Monferrato 7 dicembre 1941 7ª giornata | Casale | 2 – 0 referto | Derthona | Stadio Natale Palli |

| Varazze 14 dicembre 1941 8ª giornata | Varazze | 0 – 3 referto | Casale |  |

| Casale Monferrato 21 dicembre 1941 9ª giornata | Casale | 4 – 0 referto | Entella | Stadio Natale Palli |

| Biella 28 dicembre 1941 10ª giornata | Biellese | 1 – 1 referto | Casale |  |

| Casale Monferrato 4 gennaio 1942 11ª giornata | Casale | 2 – 0 referto | Saviglianese | Stadio Natale Palli |

| Casale Monferrato 11 gennaio 1942 12ª giornata | Casale | 3 – 1 referto | Asti | Stadio Natale Palli |

| Vercelli 18 gennaio 1942 13ª giornata | Pro Vercelli | 1 – 0 referto | Casale |  |

| Casale Monferrato 25 gennaio 1942 14ª giornata | Casale | 4 – 0 referto | Aosta | Stadio Natale Palli |

| Acqui Terme 1 febbraio 1942 15ª giornata | Acqui | 1 – 0 referto | Casale |  |

##### Girone di ritorno
| Rapallo 15 febbraio 1942 16ª giornata | Rapallo | 3 – 0 referto | Casale |  |

| Casale Monferrato 19 marzo 1942 17ª giornata | Casale | 3 – 2 referto | Ivrea | Stadio Natale Palli |

| Sanremo 1 marzo 1942 18ª giornata | Sanremese | 2 – 1 referto | Casale |  |

| Casale Monferrato 8 marzo 1942 19ª giornata | Casale | 3 – 2 referto | Cinzano | Stadio Natale Palli |

| Cuneo 15 marzo 1942 20ª giornata | Cuneo | 0 – 1 referto | Casale |  |

| Casale Monferrato 22 marzo 1942 21ª giornata | Casale | 3 – 0 referto | Manlio Cavagnaro | Stadio Natale Palli |

| Tortona 29 marzo 1942 22ª giornata | Derthona | 2 – 1 referto | Casale |  |

| Casale Monferrato 26 aprile 1942 23ª giornata | Casale | 6 – 1 referto | Varazze | Stadio Natale Palli |

| Chiavari 3 maggio 1942 24ª giornata | Entella | 1 – 0 referto | Casale |  |

| Casale Monferrato 10 maggio 1942 25ª giornata | Casale | 2 – 2 referto | Biellese | Stadio Natale Palli |

| Savigliano 17 maggio 1942 26ª giornata | Saviglianese | 0 – 2 referto | Casale |  |

| Asti 24 maggio 1942 27ª giornata | Asti | 1 – 0 referto | Casale |  |

| Casale Monferrato 31 maggio 1942 28ª giornata | Casale | 2 – 0 referto | Pro Vercelli | Stadio Natale Palli |

| Aosta 7 giugno 1942 29ª giornata | Aosta | 4 – 2 referto | Casale |  |

| Casale Monferrato 14 giugno 1942 30ª giornata | Casale | 8 – 1 referto | Acqui | Stadio Natale Palli |